# Helen Richardson-Walsh
Helen Richardson-Walsh MBE (z d. Richardson, ur. 23 września 1981 w Hitchin) – brytyjska hokeistka na trawie, grająca na pozycji pomocniczki.
W reprezentacji Anglii zadebiutowała w lipcu 1999 r. Rok później jako osiemnastolatka została najmłodszą w historii Brytyjką reprezentującą kraj na igrzyskach olimpijskich – w Sydney zajęła z drużyną ósme miejsce. Na olimpijskie areny Richardson wraz z koleżankami powróciła w Pekinie, gdzie zajęły szóste miejsce. Cztery lata później przed własną publicznością w Londynie Brytyjki zdobyły brązowy medal, a Richardson w dwóch meczach wystąpiła w roli kapitan zespołu, po tym jak w inauguracyjnym spotkaniu szczękę złamała Kate Walsh. W Rio de Janeiro, podczas swojego czwartego olimpijskiego turnieju, Richardson, już jako Richardson-Walsh, zdobyła złoty medal. W międzyczasie wywalczyła z reprezentacją Anglii m.in. siedem medali mistrzostw Europy, trzy medale Igrzysk Wspólnoty Narodów oraz brąz mistrzostw świata. Przeszła również dwie operacje kręgosłupa w związku z występującą u niej dyskopatią.
Helen Richardson-Walsh była nominowana do nagrody Hokeistki Roku w 2010, a w latach 2009–2011 trzykrotnie znajdowała się w Światowej Drużynie Gwiazd.
Jest zadeklarowaną lesbijką. Od 2008 roku związana jest ze swoją koleżanką z reprezentacji, Kate Walsh, którą poślubiła w 2013 roku, przyjmując nazwisko Richardson-Walsh. Złoty medal igrzysk olimpijskich w Rio de Janeiro był pierwszym wywalczonym dla Wielkiej Brytanii przez małżeństwo homoseksualne oraz pierwszym wywalczonym wspólnie przez małżeństwo od 1920 roku. Podczas corocznego nadawania odznaczeń państwowych, panie Richardson-Walsh (Helen została Kawalerem Orderu Imperium Brytyjskiego, a Kate została podniesiona do rangi Oficera) zostały pierwszą poślubioną parą homoseksualną odznaczoną z tej samej listy.
W ostatnim dniu 2019 roku Helen urodziła córkę, która otrzymała imię Pfeiffer.